# Chōkoku-ji (Takasaki)

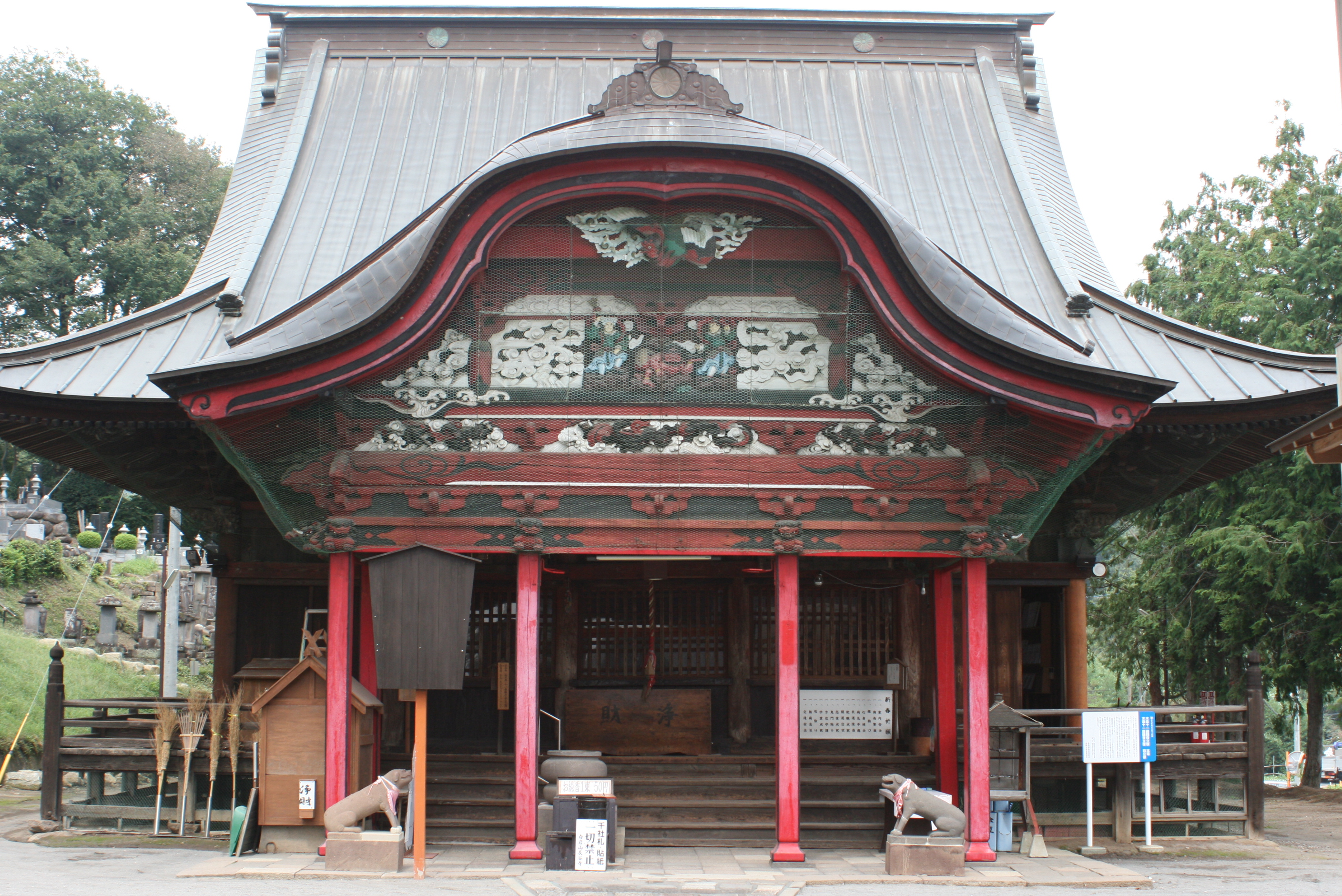
Haupthalle

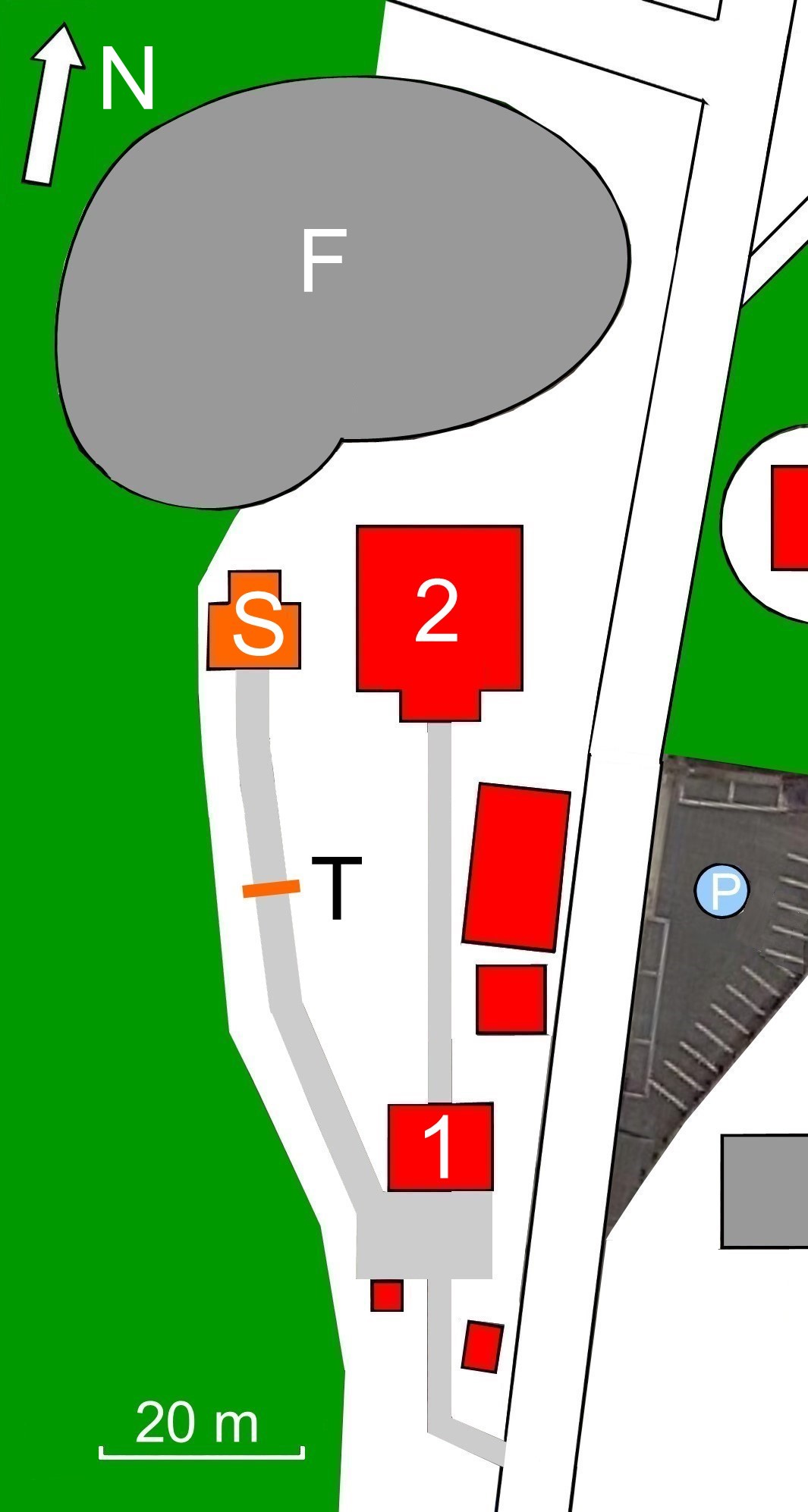
Plan des Tempels (s. Text)

Der Chōkoku-ji (japanisch 長谷寺), auch Shiraiwa Kannon-dō (白岩観音堂) genannt, mit dem Bergnamen Shiroiwa-san (白岩山) ist ein Tempel der Kimpusen-Glaubensrichtung (金峰山修験本宗 Kimpusen shugen honshū) des Shugendō in Takasaki (Präfektur Gunma), Japan. In der traditionellen Zählung ist er der 15. der 33 Tempel der Kantō-Region.

## Geschichte
Der Überlieferung nach wurde der Tempel von Priester En no Gyōja während der Regierungszeit des Kaisers Mommu in den Jahren der Shuchō-Ära (686–695) angelegt.

## Die Anlage
Der Tempelbereich umfasst neben dem Tempeltor (山門 Sammon; 1) und der Haupthalle (本堂 Hondō; 2) nur wenige Gebäude. Die Haupthalle besitzt über dem Eingang eine „Gibelpartie im chinesischen Stil“ (唐破風 Karahafu), wie sie um 1600 in Japan Mode wurde. Hinter der Haupthalle befindet sich der Friedhof (F).
Unmittelbar westlich des Tempels steht ein Schrein, der Shirayama-jinja (白山神社; S). Der Seitenweg dahin führt unter einem Torii (T) hindurch.